# 이가라시 레이
이가라시 레이(일본어: 五十嵐 麗 いがらし れい[*], 1963년 1월 9일 ~ )는 일본의 성우 겸 배우. 도쿄도 출신. 본명은 오오하마 타카코. 남편은 유명 성우인 하야미 쇼. 조카이자 양자인 하야미 히데유키도 마찬가지로 성우.

## 소속사
- 프로덕션 바오밥
- 오사와 사무소
- Rush Style(2014.10~)